# Церковь Святого Григория Просветителя (Шарджа)
Церковь Святого Григория Просветителя в Шардже (арм. Շարջայի Սուրբ Գրիգոր Լուսավորիչ եկեղեցի; англ. Saint Gregory the Illuminator Armenian Apostolic church in Sharjah) — храм Армянской Апостольской церкви в районе Ярмук города Шарджа (ОАЭ), в 300 м от Министерства труда и социальных дел.
При церкви действует воскресная школа.

## История
Церковь Святого Григория Просветителя была основана в 1980 году местной армянской общиной.

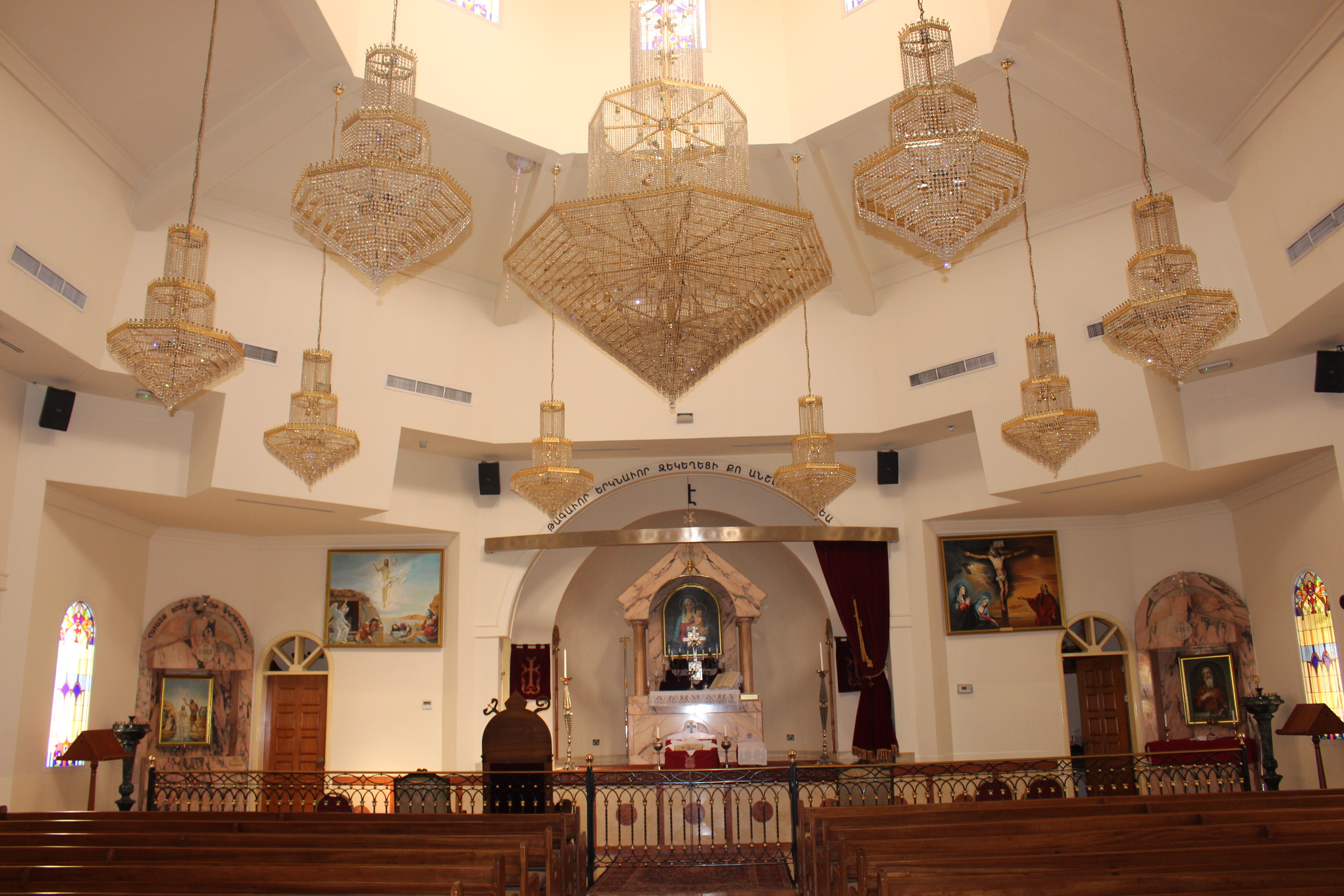